# Maianthemum scilloideum
Maianthemum scilloideum (лат.) — многолетнее цветковое растение рода Майник (Maianthemum) подсемейства Нолиновые (Nolinoideae) семейства Спаржевые (Asparagaceae). Произрастает на юге Мексики, в Гватемале и Гондурасе. Описан в 1986 году.

## Описание
Maianthemum scilloideum — майник высотой 15-35 см с раздвоенными, широко раскинувшимися корневищами с корнями, собранными в пучки у основания облиственных побегов. Стебли прямостоячие, гладкие или ребристые. Листья расположены на расстоянии 2,5-5 см друг от друга; ближе к верхушке растения расположены плотнее. Листья длиной 5-8 см и шириной 2-3,5 см сидячие или прижимающиеся, либо с коротким черешком длиной 2-3 мм. Листовые пластинки голые, блестящие, овальные или яйцевидные, с заострёнными кончиками и округлыми основаниями, с плоскими (не волнистыми) краями. Жилки листа хорошо выражены. Соцветие из 8-27 цветков собрано в сложную кисть с главной осью длиной 1,4-4 см, которая сначала поникает, а затем становится прямостоячей. Ось ребристая, зелёная или бордовая, обычно гладкая. На главной оси расположено от 4 до 8 узлов на расстоянии 2-7 мм друг от друга по спирали вокруг главной оси. В каждом узле от 2 до 3 (иногда 4) цветков на раскидистых цветоножках, обычно от 3,5 до 8 мм длиной. Цветки с раскидистыми белыми листочками околоцветника длиной 3-6 мм. Тычинки расположены у основания листочков околоцветника. Плоды округлые, диаметром 6-8 мм, в незрелом виде зелёные, при созревании приобретают красный цвет. Цветёт с апреля по август, плоды сохраняются с июня по декабрь.

## Ареал и местообитание
M. scilloideum встречается в Гватемале, Гондурасе (в муниципалитете Ла-Пас) и в Мексике в штатах Чьяпас, Коауила, Герреро, Мичоакан, Нуэво-Леон, Оахака, Пуэбла и Веракрус. Произрастает на высотах от 1400 до 3500 м над уровнем моря. Это травянистое растение, образующее свободные колонии в подлеске дубово-хвойных лесов.